# Commandantes
Commandantes war eine kommunistische Punkrockband aus Bielefeld.

## Geschichte
Die Commandantes wurden im Sommer 2002 von Klaus (Ex-Rotators, Ex-Schiesser), Bernd (Ex-Schiesser, Ex-The Nymphomaniacs), Lahs (Ex-Flugs Vonstatten), Horst (Ex-Se Schrillos) und Bernd Schrillo (Ex-Se Schrillos) gegründet. Die Band produzierte ihre ersten sechs Songs und stellte mit dem Sampler Viva La Revolution zum 100. Geburtstag der Sozialistischen Jugend Deutschlands eine CD zusammen, auf der Bands wie Los Fastidios, Die Mimmi’s, The Skatoons und Notdurft vertreten waren. Noch vor dem ersten Auftritt verließ Bernd Schrillo die Band und Horst wechselte vom Bass an die zweite Gitarre. Neuer Bassist wurde Heino (Ex-Ingrid Astor, Ex-Flugs Vonstatten).
Nach einigen ersten Auftritten erschien 2004 auf dem Göttinger Label Mad Butcher Records das erste Album der Band. Auf Lieder für die Arbeiterklasse coverten sie alte Arbeiterlieder und antifaschistische Lieder wie Bandiera rossa, Die Arbeiter von Wien, Brüder, zur Sonne, zur Freiheit und das Solidaritätslied in einem Punkrock/Oi!-Stil. Im selben Jahr stieß Johann Stolze, der schon die ersten Songs der Commandantes produzierte, von der Punkband Notdurft als Bassist zu der Band hinzu, nachdem Heino die Band verlassen hatte.
Im Oktober 2006 erschien das dritte Album Für Brot Und Freiheit, das u. a. Versionen von Der heimliche Aufmarsch, Spaniens Himmel, Mein Vater wird gesucht und Die Internationale enthält. Kurz darauf verließ Horst die Band und der freie Gitarrenposten wurde vorerst von Shannon (Ex-A.D.A.M.) besetzt. 2007 verließ Shannon die Band und wurde durch Christian Rodermund ersetzt. 2007 trat die Band auf dem Festival Force Attack auf. Ab August 2007 gab es einen neuen Sänger. Mike (Ex-Schiesser) übernahm den Posten als Frontmann. Im Mai 2008 stieß noch Mary dazu, um sich den Job am Bass mit Jones zu teilen.
Im Sommer 2008 verließen erst Mike, dann Mary und letztendlich Bandgründer Klaus die Band, die sich daraufhin auflöste.
Mary und Klaus gründeten die Nachfolgeband Kapelle Vorwärts.

## Stil
Ihre Lieder sind sozialistische, antifaschistische sowie gecoverte Arbeiterlieder. Sie sangen auf Deutsch, Englisch, Französisch, Italienisch und Spanisch. In ihren Liedern geht es um den Kampf, den Widerstand sowie das Verlieren und Gewinnen.

## Diskografie
- 2004: Lieder Für Die Arbeiterklasse (Mad Butcher Records)
- 2006: Für Brot Und Freiheit (Mad Butcher Records)